# Micro-région d'Edelény
La micro-région d'Edelény (en hongrois : edelényi kistérség) est une micro-région statistique hongroise rassemblant plusieurs localités autour de Edelény.